# Harry Dahl
Harry „Hacke” Dahl (ur. 25 czerwca 1902 w Landskronie, zm. 2 grudnia 1986) – szwedzki piłkarz występujący na pozycji napastnika, reprezentant Szwecji w latach 1922-1930.

## Kariera klubowa
Grę w piłkę nożną rozpoczął w klubie BK Argos z rodzinnej Landskrony. W 1920 roku przeniósł się do Landskrona BoIS, gdzie występował jego brat Albin. Po stracie pracy w 1922 roku rozpoczął wraz z nim występy w Helsingborgs IF, który zaproponował mu korzystne warunki finansowe. Po roku, z powodu odmowy podwyższenia poborów, opuścił klub i powrócił do Landskrona BoIS, gdzie grał przez 9 kolejnych sezonów. W 1932 roku, po miesięcznej rekonwalescencji spowodowanej kontuzją, nie zgodził się na grę w drużynie rezerw i obniżenie zarobków i odszedł z zespołu. Szacuje się, iż w 410 meczach w barwach Landskorony zdobył 334 bramki, co czyni go najskuteczniejszym piłkarzem w historii klubu.

## Kariera reprezentacyjna
23 sierpnia 1922 zadebiutował w reprezentacji Szwecji w zremisowanym 0:0 meczu z Norwegią w Sztokholmie. W październiku tego samego roku w spotkaniu przeciwko Danii (2:1) zdobył swoją pierwszą bramkę w drużynie narodowej. W 1924 roku został przez selekcjonera Józsefa Nagy'a powołany na Igrzyska Olimpijskie w Paryżu, jednak jego przełożeni z fabryki Thulinverken nie wyrazili zgody na jego wyjazd. Ogółem w latach 1922-1930 Dahl rozegrał w reprezentacji 12 spotkań w których zdobył 8 goli.

## Kariera trenerska
W 1932 roku rozpoczął pracę jako trener Växjö BK. W sezonie 1935/36 wywalczył z tym klubem awans do Division 2.

## Życie prywatne
Brat Albina Dahla.